# Babaïyya
El moviment babaí o babaisme (babaïyya o, en turc, babailik) fou un moviment religiós d'Anatòlia desenvolupat al començament del segle xiii com a resposta a la progressiva iranització del Soldanat de Rum i a la pèrdua de les tradicions musulmanes sunnites dels turcmans. Els seus adeptes portaven un barret vermell que els va donar el seu nom de kizil baixís, vestits negres i sandàlies. Estaven dirigits per Baba Ishaq, que es va proclamar profeta i que va desencadenar la revolta babaí el 1240.
Baba Ishaq era un predicador popular que era anomenat Rassul Al·lah i originari de la regió de Kafarsud a la frontera siriana, i va aprofitar per llançar la revolta al moment que les forces dels xas de Coràsmia que el 1230 s'havien refugiat al sultanat, ja s'havien desorganitzat o havien passat a la Jazira i no podien servir al sultà. El moviment sembla que va tenir relacions amb els del Baba Ilyas (nadiu de Khurasan) i amb els kalenders o jawalikis d'Àsia Menor però no amb el moviment aristocràtic de Jalal-ad-Din Rumi i els mawlawis. El moviment es va acabar pràcticament quan Baba Ishaq fou penjat el 1241.
Del seu desenvolupament no se'n sap res però sembla vincular al sorgiment del Beylik de Karaman-oğlu i al moviment de la segona meitat del segle dels bektaixites.